# Anything Once
Anything Once é um filme de drama mudo norte-americano de 1917, dirigido por Jo De Grasse e estrelado por Lon Chaney. O roteiro do filme foi escrito por William Parker, baseado em uma história dos autores Izola Forrester e Mann Page.

## Elenco
- Franklyn Farnum como Theodore Crosby
- Claire Du Brey como Sñorita Dolores
- Marjory Lawrence como Dorothy Stuart
- Mary St. John como Sra. Stuart
- Sam De Grasse como Senhor Mortimer Beggs
- Lon Chaney como Waught Moore
- H. M. Thurston como Getting Mohr
- Raymond Wells como Horned Toad Smith
- William Dyer como Jethro Quall
- Frank Tokunaga como Algernon